# Otis (catch)
Pour les articles homonymes, voir Bogojevic.
 (juillet 2021).
Nikola « Niko » Bogojevic (né le 21 décembre 1991 à Duluth, Minnesota), est un lutteur et un catcheur (lutteur professionnel) américain d'origine serbe. Il travaille actuellement à la World Wrestling Entertainment, dans la division Raw, sous le nom d'Otis.
D'abord lutteur, il gagne la médaille de bronze durant le championnat panaméricain de lutte gréco-romaine en 2014 dans la catégorie des poids lourds.

## Jeunesse et carrière de lutteur
Bogojevic grandit dans le Wisconsin et fait de la lutte au lycée. En 2010, il devient champion du Wisconsin dans la catégorie poids lourd. Après le lycée, il rejoint d'abord l'université d'Augsburg puis l'université d'État du Colorado où il est membre de l'équipe de lutte. Il fait partie de l'équipe des États-Unis de lutte pour les championnats panaméricain junior qu'il remporte en lutte libre et en lutte gréco-romaine.
En 2014, il gagne la médaille de bronze au cours du championnat panaméricain de lutte gréco-romaine dans la catégorie des poids lourd.

## Carrière de catcheur

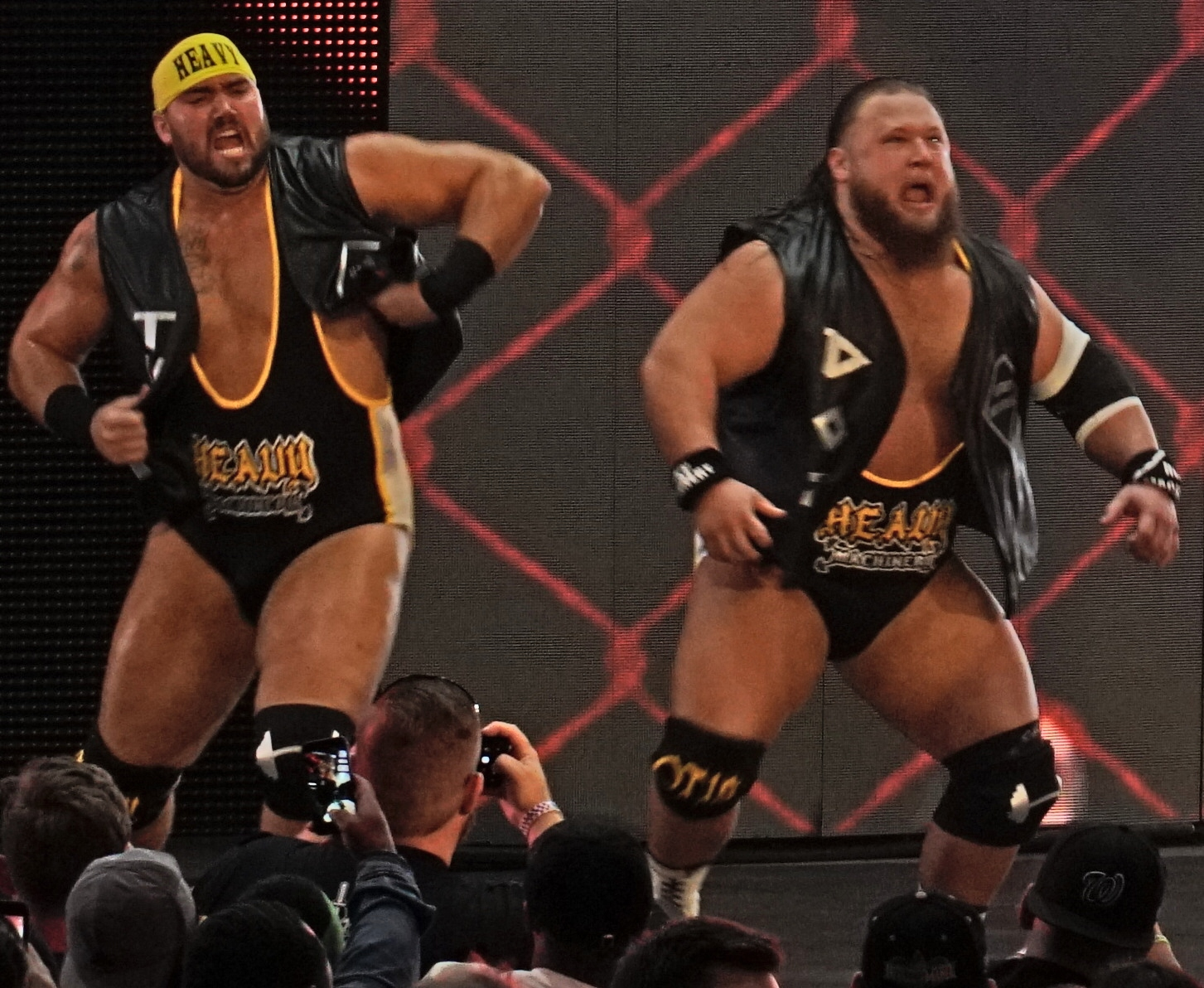
Otis Dozovic (droite) and Tucker Knight (gauche) au NXT TakeOver: New Orleans, en avril 2018.

### World Wrestling Entertainment (2016-...)

#### Passage à laNXT(2016-2019)
Le 12 avril 2016, Bogojevic signe un contrat avec la World Wrestling Entertainment (WWE) et rejoint le WWE Performance Center, le centre d'entrainement de la WWE. Il fait son premier combat de catch le 8 juillet au cours d'un spectacle non télévisé de la NXT, le club-école de la WWE. Ce jour-là, il fait équipe avec Adrian Jaoude et ils perdent rapidement face aux Authors of Pain (Akam et Rezar). 

#### Heavy Machinery (2016-2020)
Début octobre, la WWE annonce qu'il va faire équipe avec Tucker durant le tournoi Dusty Rhodes Tag Team Classic. Ils se font éliminer de ce tournoi au premier tour par Austin Aries et Roderick Strong le 19 octobre. Le 29 mars 2017 à NXT, ils obtiennent leur première victoire en battant Mike Marshall & Jonathan Oragun.
Ils ont ensuite un match pour les championnats par équipes de la NXT le 12 juillet 2017 mais ne parviennent pas à vaincre The Authors of Pain.
Dozovic et Knight participent à l'édition 2018 du Dusty Rhodes Tag Team Classic et se font éliminer au premier tour par The Street Profits le 14 mars. Le 9 mai à NXT, il perd avec Tuker Knight contre War Raiders. Le 4 juillet à NXT, il perd un 2-on-1 Handicap Match contre The Mighty.
Le 1er août à NXT il gagne avec Tucker Knight contre The Mighty grâce à la distraction causée par the Street Profits.
Le 26 septembre à NXT, Dozovic perd lors d'un match sans enjeu contre le champion de la NXT Tommaso Ciampa.
Le 7 novembre à NXT, Dozovic & Knight battent The Forgotten Sons. 
Le 12 décembre à NXT, ils viennent en aide à EC3 qui subissait les assauts de l'Undisputed Era. Le 19 décembre à NXT, ils battent Dany D'accardo et Blake Howell.
Le 26 décembre à NXT, Tucker Knight et Dozovic perdent contre l'Undisputed Era et ne remportent pas les titres par équipe de la NXT.

#### Draft àSmackDownet romance avec Mandy Rose (2019-2020)
Le 21 janvier 2019 à Raw, Tucker et lui font leurs débuts en battant The Ascension.
Le 7 avril lors du pré-show à WrestleMania 35, ils ne remportent pas la 6e Andre the Giant Memorial Battle Royal, gagnée par Braun Strowman. Le 16 avril à SmackDown Live, lors du Superstar Shake-Up, ils sont transférés au show bleu. Le 23 juin à Stomping Grounds, ils ne remportent pas les titres par équipe de SmackDown, battus par "The New" Daniel Bryan et Erick Rowan.  
Le 14 juillet à Extreme Rules, ils ne remportent pas les titres par équipe de SmackDown, battus par le New Day dans un Triple Threat Tag Team Match, qui inclut également "The New" Daniel Bryan et Erick Rowan. Le 31 octobre à Crown Jewel, ils ne remportent pas la coupe du monde par équipe de la WWE, éliminés du Tag Team Turmoil Match par le New Day. 
Le 8 mars 2020 à Elimination Chamber, ils ne remportent pas les titres par équipe de SmackDown, battus par John Morrison et The Miz dans un Elimination Chamber Match, qui inclut également les Usos, le New Day, les Dirty Dawgs et Lucha House Party. Le 3 avril à SmackDown, son partenaire bat Dolph Ziggler par disqualification et se blesse pendant le combat. Ensuite, un mystérieux hacker révèle que Sonya Deville et Dolph Ziggler travaillent ensemble depuis longtemps pour éloigner Mandy Rose de lui. Le 5 avril à WrestleMania 36, il bat Dolph Ziggler, avant de recevoir un baiser de Mandy Rose.

#### Mr. Money in the Bank (2020)
Le 10 mai à Money in the Bank, il remporte la mallette, battant ainsi AJ Styles, Aleister Black, King Corbin, Daniel Bryan et Rey Mysterio. 
Le 13 octobre, Tucker rejoint Raw, tandis qu'il reste seul à SmackDown, séparant le duo.[réf. nécessaire] Le 25 octobre à Hell in a Cell, il perd face au Miz, à la suite du Heel Turn de son ancien partenaire qui l'a attaqué pendant le combat, ne conservant pas sa mallette.

#### Alpha Academy, Draft àRawet champion par équipes deRaw(2020-2024)
Le 13 novembre à SmackDown, Chad Gable créé l'Alpha Academy et le recrute dans ses rangs, formant ainsi une alliance avec ce dernier. Le 22 novembre aux Survivor Series, l'équipe SmackDown (Kevin Owens, Jey Uso, King Corbin, Seth Rollins et lui) perd face à celle de Raw (AJ Styles, Riddle, Keith Lee, Braun Strowman et Sheamus) dans un 5-on-5 Traditional Survivor Series Man's Elimination Match. Le 20 décembre lors du pré-show à TLC, Big E, Daniel Bryan, Chad Gable et lui battent Sami Zayn, King Corbin, Shinsuke Nakamura et Cesaro dans un 8-Man Tag Team Match.
Le 31 janvier 2021 au Royal Rumble, il entre dans le Men's Royal Rumble match en 20e position, mais se fait éliminer par King Corbin. Le 19 février à SmackDown, Chad Gable et lui perdent face à Los Mysterios (Rey Mysterio et Dominik Mysterio) par disqualification et effectuent un Heel Turn.
Le 9 avril à SmackDown special WrestleMania, ils ne remportent pas les titres par équipe de SmackDown, battus par les Dirty Dawgs dans un Fatal 4-Way Tag Team Match, qui inclut également Los Mysterios et les Street Profits.
Le 5 octobre, ils sont annoncés être officiellement transférés à Raw.[réf. nécessaire] Le 21 novembre aux Survivor Series, il ne remporte pas la Dual Brand Battle Royal, gagnée par Omos.
Le 10 janvier 2022 à Raw, Chad Gable et lui deviennent les nouveaux champions par équipes de Raw en battant RK-Bro (Randy Orton et Riddle) et il remporte son premier titre dans le roster principal,. Le 29 janvier au Royal Rumble, il entre dans le Men's Royal Rumble match en 25e position, élimine Rey Mysterio, avant d'être lui-même éliminé par RK-Bro. Le 7 mars à Raw, Chad Gable et lui ne conservent pas leurs ceintures, battus par leurs mêmes adversaires dans un Triple Threat Tag Team match qui inclut également Kevin Owens et Seth "Freakin" Rollins, ce qui met fin à un règne de 56 jours.
Le 3 avril à WrestleMania 38, ils ne remportent pas les ceintures, rebattus par RK-Bro dans la même stipulation qui inclut également les Street Profits.
Le 3 septembre lors du pré-show à Clash at the Castle, Austin Theory et eux perdent face à Madcap Moss et aux Street Profits dans un 6-Man Tag Team match.
Le 28 janvier 2023 au Royal Rumble, il entre dans le Men's Royal Rumble match en 16e position, mais se fait éliminer par Drew McIntyre et Sheamus.
Le 1er avril à WrestleMania 39, Chad Gable et lui perdent face aux Street Profits dans un Men's WrestleMania Showcase Fatal 4-Way Tag Team match qui inclut également Braun Strowman, Ricochet et les Viking Raiders. Le 22 mai à Raw, ils s'allient officiellement avec Maxxine Dupri, effectuent un Face Turn et battent les Viking Raiders.
Le 5 août à SummerSlam, il ne remporte pas la Slim Jim SummerSlam 25-Men Battle Royal, gagnée par LA Knight.
Le 17 juin 2024 à Raw, Maxxine Dupri, Akira Tozawa et lui tournent le dos à Chad Gable, car ils ne supportent plus son attitude à leurs égards et l'excluent du clan.

## Palmarès

### Comme catcheur
- New Revolution Wrestling
  - 1 fois Champion chargé de la NRW

- World Wrestling Entertainment
  - 1 fois Champion par équipe de Raw avec Chad Gable
  - Mr. Money in the Bank (2020)

### Comme lutteur
- Championnat panaméricain de lutte junior
  -  en lutte libre dans la catégorie des poids lourd (plus de 120 kg) en 2011[48]
  -  en lutte gréco-romaine dans la catégorie des poids lourd (plus de 120 kg) en 2011[48]
- Championnat panaméricain de lutte
  -  en lutte gréco-romaine dans la catégorie des poids lourd (plus de 120 kg) en 2014[48]

## Récompenses des magazines
- Pro Wrestling Illustrated

| Année | 2017 | 2018 | 2019 | 2020 | 2021 | 2022 | 2023       |
| ----- | ---- | ---- | ---- | ---- | ---- | ---- | ---------- |
| Rang  | 395  | 261  | 185  | 69   | 151  | 247  | Non classé |

## Filmographie
- 2020 : Le Catcheur masqué (The Main Event) de Jay Karas : Stinkface